# Nordin Amrabat
Noureddine Amrabat  (Naarden, Países Bajos, 31 de marzo de 1987), conocido como Nordin Amrabat, es un futbolista marroquí que también posee la nacionalidad neerlandesa. Juega como delantero, es internacional con la selección nacional de Marruecos y su equipo es el Wydad Casablanca de la Liga de Fútbol de Marruecos.
Empezó su carrera profesional en el Almere City FC en 2006. Al año siguiente se marchó a jugar al VVV-Venlo. Con este equipo debutó en la Eredivisie. Consiguió marcar 10 goles esa temporada, pero no fueron suficientes para salvar a su equipo, que al final desciende de categoría.
El 1 de marzo de 2008 se publicó que ficharía por el PSV Eindhoven. Unos días más tarde firmó un contrato con ese club por cuatro temporadas. En su debut liguero con su nuevo club consiguió marcar un gol.
Es hermano del también futbolista Sofyan Amrabat.

## Trayectoria

### Primeros años
Originario de Ben Tayeb, nació como el hijo de una familia de Marruecos en la ciudad de Naarden. Noureddine atrajo la atención de los grandes clubes en los Países Bajos como el AFC Ajax.
Pasó 3 años en las categorías inferiores del AFC Ajax, pero por diversas razones, nunca ascendió al equipo A. Amrabat lo Huizen de nuevo en el equipo de HSV De Zuidvogels regresó a la ciudad. Los jugadores marroquíes en este equipo que no se puede encontrar más suerte, la misma región comenzó Infraestructura equipo SV SV Huizen Huizen seleccionador Jürgen Coke y hubo un punto de quiebre. Coca-Cola, Amrabat'ı SV Huizen'ın, un equipo que fue el primer entrenador. Jóvenes marroquíes en la confianza del entrenador en él no ha hecho en vano. Amarillo-verde en el equipo después de una exitosa temporada 2006-2007 los equipos de ligas menores antes de la estación de transferencia se llevó a cabo en la ciudad de Almere. Amrabat puede funcionar a la derecha y la izquierda, luego sazona con Almere City Eerste de salida del núcleo Divisie'de 36. Las redes pueden llegar a un nivel más alto si el oponente ha demostrado avivar 14 veces.

### VVV Venlo
Almere City, mostrando un excelente rendimiento y una velocidad notable y Amrabat capacidad técnica, la Eredivisie la temporada 2007-2008, el aumento antes de que el equipo se trasladó a VVV-Venlo. Venlo, que están luchando por la liga, que luchan por el medio Nureddin filas Amrabat, Eredivisie AFC Ajax, PSV Eindhoven, Feyenoord, AZ Alkmaar, Heerenveen y Groningen llamó la atención sobre las capacidades de las herramientas tales como karşısındada. VVV-Venlo fanes que están delante del equipo anotó su primer partido de liga. Venlo, segundo partido semana Excelcior'u puntaje de aprobación de 3-a 1 87 Nordin Amrabat recibió aplausos partido minuto, el Derbisi'nde hafat siguiente jugó en Limburgo grande del país derbilerinde. Venlo víctimas de indicar el nombre de la primera mitad, los primeros 17 minuto jugador más joven en aparecer en el escenario, la pelota de derecha, de espaldas a la condición de marcha a la izquierda frente a la Kaltenberg'in León. Entonces, 23 Edwin se inició en el primer semestre, como resultado de su gol en el minuto Linssen'i traído algo como esto. El nombre del espectáculo en el escenario fue de 30 minutos esta vez. La ventaja de una media hora antes de la 3-a 1 VVV Venlo victoria aficionados en la captura del resto de las canciones söyleyedursun cuatro goles en 60 minutos y se encuentra Roda, dictada el resultado del partido. A pesar de que es molesto para VVV-Venlo una mesa Amrabat 2 juegos 2 goles y 2 asistencias, y comenzó a hacer un nombre más. No, VVV-Venlo equipo trabaja durante la temporada 27 temporada VVV Venlo ofrece derrota 3-1 en Vitesse'yi a Arnheim, quien la semana dos veces sacudió la selección redes competidoras, paquete, 15 salvo por la eliminación de la disminución en el crisol orden. VVV Venlo migrar a una cláusula de rescisión de liga menor contrato en caso Nordin demandantes Amrabat'ın aumentado y en la Academia hace unos años regresó al Ajax Feyenoord, Heerenveen, Utrecht FC y el PSV Eindhoven, los jugadores marroquíes quiso trasladar al personal de forma persistente . Standard de Lieja de Bélgica también ofrecen bien establecida equipo Nordin Amrabat área, que contiene estrellas de preferencia, como el personal y los equipos del país bien establecido Ibrahim Affelay fue transferido al PSV. En marzo de 2008, el servicio de transporte gratuito desde el piso tres del artículo Amrabat Nordin, Venlo ofrece unió al campo del PSV tras pasar media temporada, pero relegado Venlo.

### PSV Eindhoven
Amrabat llega por 2,1 millones de euros que se transfieren al equipo, "Todo es tan rápido con la Liga Amateur, jugando dos temporadas atrás, SV Huizen." Se ha encontrado en las descripciones. Dos s más tarde, los tres clubes más grandes de los Países Bajos, uno de los giyecekti uniforme. Esta transferencia se PSV Eindhoven ha sido un rival serio Heerenveen. Por otra parte, Heerenveen, estaba a punto de ponerse de acuerdo con VVV Venlo. Pero hay que pensar dos veces cuando oye que hay interesados en él PSV Amrabat dijo. VVV-Venlo entrenador Huub Stevens como nuevo entrenador Sef Vergoossen y el jugador marroquí en el teléfono, así como U-21 los jugadores del equipo nacional que son amigos de origen marroquí e Ismail Ibrahim Afellay Aissati'yle estaba feliz de jugar juntos. El primer partido fue lejos a Utrecht PSV Nordin Amrabat camiseta. 3-0 PSV Eindhoven que tengan una calificación en el primer semestre, frente a 5-1 es un gran jugador ganar el apoyo de origen marroquí que juega ala izquierda, tomó dos. Nordin Amrabat, el partido terminó en un gol y una asistencia, Ibrahim Afellay anotó dos goles y una asistencia que lleva otro nombre. Ventiladores Amrabat'tan para satisfacer estas expectativas es parte de la expectativa vardı.Sezonun mucho en curso por lo que no fue fácil. Amrabat, Países Bajos y los Sub-21 A2 Equipo Nacional continuó encontrando suerte. A2 Millli Equipo Neeskens'in estudiante talentoso jugador Johan, el cambio de las reglas después de que el equipo nacional de Marruecos en octubre de 2009 Amrabat etti.Nordin prefieren la temporada 2009-2010 comenzó en la portería. Marroquíes antiguos del club VVV-Venlo redes de transmisión una vez que un jugador fue capaz de tomar una sola meta en la sección en curso. Sitio contaba con un total de 90 minutos tres veces. Direktörlüğe Técnica disminuyendo la duración de la introducción de Fred Rutten'in Amrabat, el primer partido de la temporada al anotar un gol en cada tradición fue traído. De Graafschap'a en contra de su nombre en la apertura de la temporada 2010-11. ¿Pero el resto fue forzada. Amrabat del circuito cuando la temporada para muchos clubes que ofrecen los fanes yapsada Amrabat Kayserispor juega en equipo fue transferido al Galatasaray.

### Kayserispor
Amrabat 31 de diciembre 2010 para una tasa de transferencia de 1,1 millones de euros se transfirió a Kayserispor. [1] Amrabat'ın Amrabat'ın los Países Bajos, donde su maestro era un nombre familiar para Kayserispor liga entrenador georgiano Shota Arveladze antes, AFC Ajax y el AZ Alkmaar equipos han jugado hecho.Şota AZ Alkmaar AZ Alkmaar equipo como entrenador asistente durante su mandato como entrenador asistente (2008-2010) supo Amrabat'ı Nordin. Kayserispor'da marroquí jugajjdor continúa la tradición de su propio, el primer partido fue contra Kayseri, Estambul BB. Y la admiración de la audiencia dejó un gol y una asistencia en la lucha contra la 3-a 2 equipos victoria hizo una contribución importante. Aficionados turcos de fútbol en la Liga Premier, tenían más de un jugador seguirá un ojo por separado. Nordin Amrabat, añadiendo a los objetivos de la línea de fondo se encuentran en la actual temporada, pero sigue teniendo un impacto continuo de la partitura. Y un gol y seis asistencias para la segunda mitad de la temporada 2010-2011 se completó. Kayserispor es el primer futbolista marroquí Amrabat, Kayserispor'da contribuir a la puntuación de la primera temporada completa sin hacer la primera parte de un juego de cuatro pasaron. Nordin Amrabat, la quinta semana, el enfrentamiento tuvo lugar Mersin se le acercó por Gökhan Ünal compañero de equipo, dos asistencias. Marroquí estrellas, seis semanas más tarde-Fi Edificio Inonu Stadium le dio al público un espectáculo extraordinario. Amrabat un estilo único que logra dibujar con Besiktas equipo, Ibrahim Toraman, principalmente para reducir el oponente jugadores defensivos luchar situación muy difícil al reunir a Furkan Özçal y metas Troisi'yi James ayudó a su equipo a salir del campo de la superioridad de 2-0. Una semana más tarde, uno de los competidores con Kayserispor v Sivasspor llegó a la ciudad para un significado extra. En su propio construido en el minuto siete del partido Amrabat anotó un tiro penal, el cuarto gol del equipo es un gran disparo desde fuera del área cuando el telón se cierra objetivos Gokhan Unal y ayudó en el otro increíble. Ganó por un marcador de 6-2 en la final del partido Kayserispor como memorable. Sin embargo, el 31 de diciembre de 2011 indica que el jugador quiere jugar Galatasaray A2 Kayserispor dejado fuera de la convocatoria por parte del equipo de gestión ha sido enviado. Entonces remordimiento por haber Amrabat dijo al público informado en un comunicado escrito. Después de esto, él perdonará la gestión Kayserispor. Nordin Amrabat la temporada 2011-2012 para concluir los cinco goles y ocho asistencias. Hull jersey Super League donde había 38 juegos seis goles y 14 asistencias. Galatasaray temporada 2005-2006 del campeonato de liga, el entrenador belga Eric Gerets'in empleados mediante la entrega del Equipo Nacional y la Copa Africana de Naciones 2012 en Marruecos Amrabat, Marruecos, la banda tocó en tres partidos para el torneo de equipo imbatible.

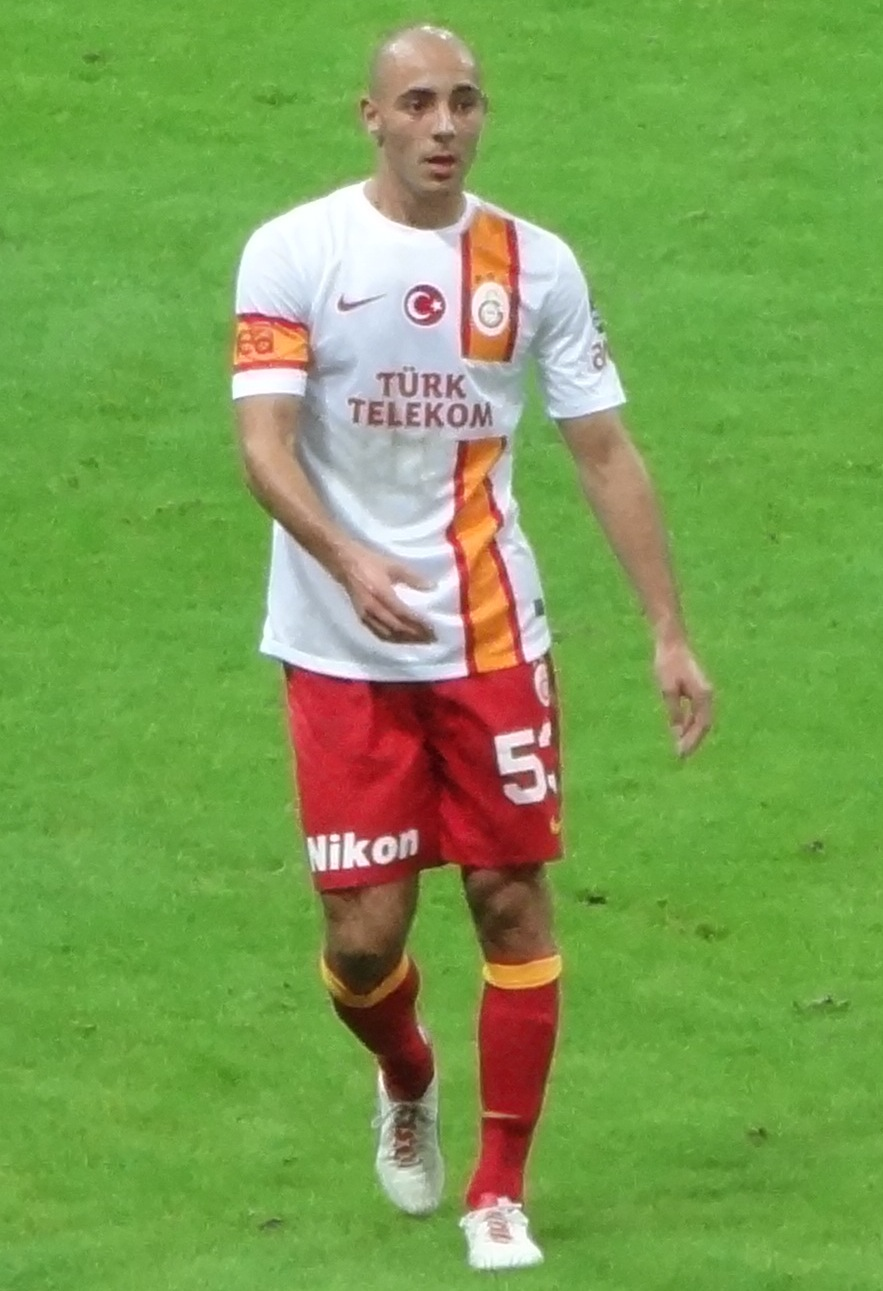
Amrabat 2012 Galatasaray.

### Galatasaray
Conversaciones marroquíes actriz agenda Galatasaray Galatasaray por un tiempo, pero pronto comenzó después explicó los resultados negativos de esta transferencia se ha descrito. En 2012, el Galatasaray anunció el 12 de julio el sitio oficial de açıkladı.Galatasaray Amrabat Kayserispor Kayserispor estuvo de acuerdo con pagar € 8.000.000 tasa de transferencia. El 19 de julio de 2012, el PDP Kayserispor Galatasaray Club de temporada 2012-2013 está a punto de comenzar un futbolista profesional Amrabat'la Nordin acuerdo a la temporada de fútbol cinco. En consecuencia, antiguo club del jugador, € 8.000.000 cuota testimonial el anterior club, el PSV Eindhoven jugador y Kayserispor PSV € 600.000 serán pagadas en virtud del contrato se hace. En futbolista, 2012-2013, 2013-2014, 2014-2015, 2015-2016, 2016-2017 y temporadas, respectivamente, € 1.000.000, € 1.100.000, € 1.200.000, € 1.300.000 y € 1.400.000 transferencia fija € 17.500 por cuota de partido y la cuota a pagar por cada temporada. Por otro lado futbolista llegó a un acuerdo por escrito y renuncia, de conformidad con el acuerdo de transferencia que debe pagar la cuenta por cobrar del club Kayserispor cuota testimonial por un monto de € 800.000 que corresponde a una cuota del 10% en el jugador renuncia. encontrado descripciones. Después de este Amrabat transferencia "Nunca olvidaré ese momento. Kayserispor'la TT Arena vino la primera vez que pisó fuera de mis manos," Dios, concédeme la Galatasaray no es divertido para jugar al fútbol aquí ", oró. Gracias a Dios mis oraciones han sido contestadas "que se encuentra en las descripciones. Amrabat Galatasaray entrenador Fatih Terim se refiere," un gran entrenador Fatih Terim. Un maestro de clase mundial. Gran orgullo para mí trabajar con él. Cada jugador de fútbol Fatih Hoca'yla a menudo no funciona. Tuve la suerte de atrapar esta oportunidad. Nunca hablé con Terim'le. Sin embargo, vamos a estar juntos pronto ", también vio el partido Galatasaray ganó la Copa de la UEFA en 2000, Arsenal venció Nordin Amrabat diciendo:" Por eso yo soy el nuevo mw. Galatasaraylıyım desde la edad de 13 años. Siempre soñé con jugar con Cim-Bom'da. También se llevó a cabo. Traslado desde Ercan gerente Dogan, presidente Unal lunar y Bulent Tulun gran contribución. Me gustaría darles las gracias. No se siente como jugar en Europa en el futuro. Carrera planlamamda tienen un objetivo, y era acertado en camisa Galatasaray, el fútbol, lo dejó aquí. Nunca deje Galatasaray para Europa. Y yo soy un amante de Turquía es musulmana jugador de la Liga de fútbol. Super League, la liga musulmana es el mejor del mundo ", dijo. Además, el equipo comenzó a trabajar en lunes, 6 de agosto de 2012 Amrabat el primer partido Galatasaray Turk Telekom Arena el 9 de agosto en juego 22:00 partido Fiorentina aumentado. Amrabat ha participado en este partido en lugar de 38.dakikasında Baytar'ın Peters. Amrabat fue el primer partido de liga contra el Super League 1.haftasında Kasimpasa. Galatasaray ganó el partido 2-1. Amrabat Kartalspor primer gol y 10 de septiembre de 2012 hecho con la pretemporada. objetivo Antalyaspor primera liga del partido disputado en septiembre de 2012 tiene solo 15. Además Amrabat fue elegido mejor jugador del partido por 2 goles pasıda. Galatasaray ganó el partido 4-0.

### Málaga C. F.
En enero de 2014, el delantero marroquí con pasaporte neerlandés del Galatasaray, llega cedido en el mercado invernal hasta final de temporada al Málaga, donde intentarían la posibilidad de hacerse con la propiedad del jugador al término de la misma. A pesar de no conseguir el traspaso, más tarde, casi cerrándose el mercado de verano el Málaga conseguiría su cesión un año más (a cambio del pago de 1 millón de euros de su ficha). El 10 de marzo marcó su primer gol con el Málaga, en el enfrentamiento contra el Osasuna, el encuentro terminó 0-2. Amrabat acabaría siendo pieza fundamental del equipo, líder en las gradas y, como no, titular indiscutible en el equipo, jugando siempre que estuvo disponible y marcando al menos un gol más frente al Granada.
Tras su regreso al Galatasaray y haber realizado la pretemporada con el equipo turco, el 30 de agosto de 2014 se incorporó de nuevo al Málaga en calidad de cedido, pero en esta ocasión con una opción de compra que el club malaguista podría ejercer al final de la temporada 2014/15. 
En el verano de 2015 el Málaga Club de Fútbol ejerció su derecho de opción de compra del jugador por 3,5 millones de euros, consolidándose como jugador del Málaga, teniendo contrato con el equipo de La Rosaleda hasta la temporada 2018-19.
En el mercado de invierno de la temporada 2015-2016, fue traspasado al Watford F.C por 8,4 millones de euros.

### Watford F. C.
El 16 de enero de 2016 se hizo oficial la llegada de Amrabat al Watford de la Premier League de Inglaterra.

### C. D. Leganés
En septiembre de 2017 fue cedido al Club Deportivo Leganés hasta final de temporada. Esa misma temporada disputaría 30 partidos y marcaría 2 goles en liga, además también anotaría un gol en la Copa del Rey frente al Villarreal C.F., que le valió la clasificación al conjunto madrileño. En esa misma temporada llegarían a disputar las semifinales de la Copa del Rey, eliminando al Real Valladolid, Villarreal C.F. y al Real Madrid, hasta que al final fueron derrotados por el Sevilla.

### Al-Nassr
Fichó por el Al-Nassr el 16 de julio de 2018.

## Selección nacional
Aunque ha disputado algunos encuentros con la selección sub-21 de Países Bajos, ha sido internacional con la selección de fútbol de Marruecos en el torneo LG África, donde marcó su primer gol contra Camerún.

## Clubes
| Club                   | País           | Año       | Partidos           | Goles              |
| ---------------------- | -------------- | --------- | ------------------ | ------------------ |
| Almere City F. C.      | Países Bajos   | 2006-2007 | 37[cita requerida] | 15[cita requerida] |
| VVV-Venlo              | Países Bajos   | 2007-2008 | 37                 | 10                 |
| PSV Eindhoven          | Países Bajos   | 2008-2011 | 75                 | 12                 |
| Kayserispor            | Turquía        | 2011-2012 | 41                 | 7                  |
| Galatasaray S. K.      | Turquía        | 2012-2015 | 56                 | 3                  |
| Málaga C. F.           | España         | 2014-2016 | 64                 | 8                  |
| Watford F. C.          | Inglaterra     | 2016-2018 | 48                 | 0                  |
| C. D. Leganés (cesión) | España         | 2017-2018 | 35                 | 3                  |
| Al-Nassr               | Arabia Saudita | 2018-2021 | 104                | 17                 |
| AEK Atenas F. C.       | Grecia         | 2021-2025 | 113                | 22                 |
| Hull City A. F. C.     | Inglaterra     | 2025      | 10                 | 0                  |
| Wydad Casablanca       | Marruecos      | 2025-     |                    |                    |

## Palmarés

### Campeonatos nacionales
| Título                        | Club              | País           | Año  |
| ----------------------------- | ----------------- | -------------- | ---- |
| Supercopa de los Países Bajos | PSV Eindhoven     | Países Bajos   | 2008 |
| Superliga de Turquía          | Galatasaray S. K. | Turquía        | 2012 |
| Supercopa de Turquía          | Galatasaray S. K. | Turquía        | 2013 |
| Superliga de Turquía          | Galatasaray S. K. | Turquía        | 2013 |
| Copa de Turquía               | Galatasaray S. K. | Turquía        | 2014 |
| Liga Profesional Saudí        | Al-Nassr          | Arabia Saudita | 2019 |
| Supercopa de Arabia Saudita   | Al-Nassr          | Arabia Saudita | 2019 |
| Supercopa de Arabia Saudita   | Al-Nassr          | Arabia Saudita | 2020 |
| Superliga de Grecia           | AEK Atenas F. C.  | Grecia         | 2023 |
| Copa de Grecia                | AEK Atenas F. C.  | Grecia         | 2023 |